# Elizabeth J. Feinler
Elizabeth Jocelyn "Jake" Feinler, född 2 mars 1931 i Wheeling i West Virginia, är en amerikansk informationsvetare och internetpionjär. Mellan 1972 och 1989 drev hon Network Information Center vid SRI International.

## Biografi
Elizabeth J. Feinler avlade 1954 kandidatexamen i kemi vid West Liberty University i West Virginia. Hon var den första i sin familj att studera vid college. Hon blev sedan doktorand i biokemi vid Purdue University. För att tjäna pengar började Feinler efter en tid att ta andra arbeten, bland annat på Chemical Abstracts Service i Ohio, och kom aldrig att återvända till biokemin. År 1960 fick hon anställning vid SRI International i Kalifornien. År 1972 rekryterade Douglas Engelbart henne till sitt projekt Augmentation Research Center och Elizabeth J. Feinlers arbete med internet tog sin början.
Hennes första uppgift på ARC var att skriva en resurshandbok för den första demonstrationen av ARPANET vid en internationell datakommunikationskonferens. Feinler ledde sedan de arbetsgrupper som arbetade med Network Information Center (NIC) för ARPANET och Defense Data Network (DDN). Båda dessa nätverk utvecklades sedan till dagens internet. NIC:s uppgift var att föra register och distribuera uppdaterade adresslistor över personer och tjänster på internet. NIC fungerade som en form av telefonkatalog och tidig söktjänst. Användare vände sig till NIC med alla möjliga och omöjliga ärenden som rör nätet och ville man koppla upp sig så var det på den tiden till NIC och Feinler som man vände sig.
Under 1980-talet var Feinler involverad i arbetet kring Arpanet övergång till TCP/IP samt införandet av domännamnssystemet, DNS. Feinler ledde gruppen som tog fram systemet för de första toppdomänerna och NCI var sedan ansvarig för domännamnshantering och skötte toppdomänerna .mil, .gov, .edu, .org och .com. Feinler var även en av grundarna av Internet Engineering Task Force, den sammanslutning som arbetar med att ta fram öppna standarder för internets olika protokoll.
År 1989 lämnade Elizabeth J. Feinler SRI och arbetade sedan bland annat vid NASA Ames Research Center. I samband med sin pensionering donerade hon en omfattande samling av material från sitt arbete med Douglas Engelbart och NIC till det datorhistoriska museet Computer History Museum i Mountain View, Kalifornien. År 2012 valdes hon in i Internet Hall of Fame som internetpionjär. I sitt tacktal nämnde hon att en av de saker hon personligen var extra nöjd med var att hon i adressregistret på NIC valde att ta bort alla användares titlar. Detta bidrog till en mer öppen kommunikation och samarbete på det tidiga internet som annars präglades av att vara ett militärt projekt.